# Loweria
Loweria là một chi bướm đêm thuộc họ Geometridae.